# Playa del Sol

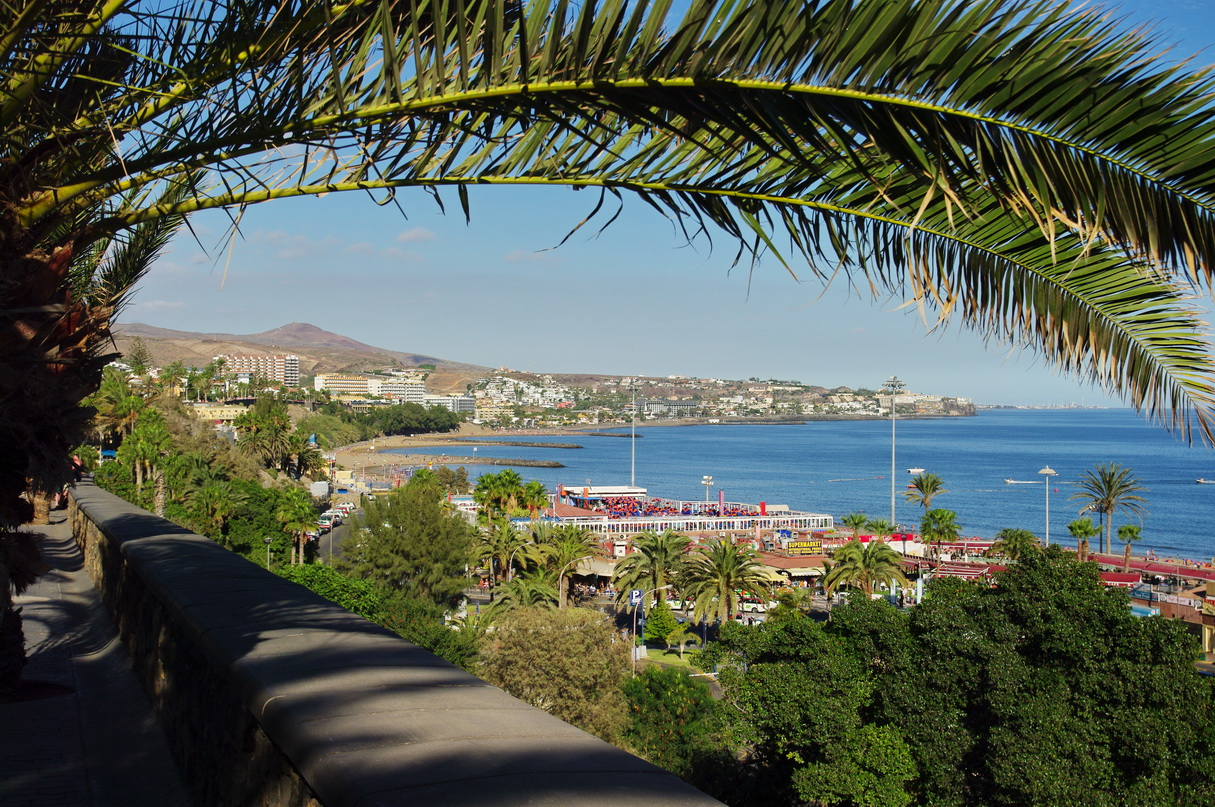
Playa del Inglés var inspelningsplats för första säsongen av Playa del Sol.

Playa del Sol är en svensk komediserie. Första säsongen visades 2007 och regisserades av Peter Settman och Leif Lindblom. Andra säsongen, som visades 2009, regisserades av Jon Holmberg och Kicki Kjellin. Huvudrollerna spelades av Mikael Tornving och Henrik Hjelt.
Säsong tre gjordes 2019, tio år efter den föregående säsongen, med nästan helt nya skådespelare.
Serien består av totalt 35 halvtimmeslånga avsnitt (12 i första, 13 i andra säsongen och tio i säsong tre). Den första säsongen sändes mellan 21 januari och 15 april 2007, medan andra säsongen sändes mellan 27 september och 20 december 2009. . Premiäravsnittet sågs av över 2,36 miljoner tittare enligt MMS. Den tredje säsongen sändes i Kanal 5 tolv år senare i regi av Peter Settman och Daniel Ottosson. I den 3:e säsongen spelade Henrik Hjelt huvudrollen som Mårten och Richard Ulfsäter spelade reseledaren Steffen. Inspelningarna skedde på Gran Canaria under april och maj 2019.

## Handling
Första säsongen av serien utspelar sig på en charterort på Gran Canaria. Mårten planerar sitt bröllop med sin Vendela då han måste åka ner till Shines resort på Gran Canaria för praktik. Där finns platschefen Tommy, och reseledarna Steffen, Sandra och Linn. 
Seriens första säsong är inspelad i Playa del Inglés på Gran Canaria under våren/sommaren 2006. Andra säsongen utspelar sig på Mallorca och tredje säsongen åter på Gran Canaria.

### Säsong 1
Avsnitt 1 - 3 regisserades av Peter Settman, avsnitt 5 - 9 regisserades av Leif Lindblom och avsnitt 10 - 12 regisserades av Jon Holmberg.
| Nr | Datum      | Gästskådespelare                                                                 | Smdb   |
| -- | ---------- | -------------------------------------------------------------------------------- | ------ |
| 1  | 2007-01-21 |                                                                                  | [ 6 ]  |
| 2  | 2007-01-28 | Görel Crona, Marie Robertson, Frida Sundström                                    | [ 7 ]  |
| 3  | 2007-02-04 | Gunilla Hammar, Bo Antonsson                                                     | [ 8 ]  |
| 4  | 2007-02-11 | Erica Braun, Andreas Grant                                                       | [ 9 ]  |
| 5  | 2007-02-18 | Johan Hedenberg, Madeleine Elfstrand, Felix Engström, Christer Fant, Hannes Holm | [ 10 ] |
| 6  | 2007-02-25 | Linda Ulveaus, Juan Domingues, Mari Zakariasson, Syrsja Larsson van der Meulen   | [ 11 ] |
| 7  | 2007-03-04 | Claudia Galli                                                                    | [ 12 ] |
| 8  | 2007-03-18 | Reuben Sallmander, Beatriz Ruiz de la Torre                                      | [ 13 ] |
| 9  | 2007-03-25 | Dominik Henzel, Mariann Thomassen, Örjan Hamrin                                  | [ 14 ] |
| 10 | 2007-04-01 | Malena Hallerdt, Gunilla Abrahamsson                                             | [ 15 ] |
| 11 | 2007-04-08 | Johanna Wilson                                                                   | [ 16 ] |
| 12 | 2007-04-15 | Christian Wennberg                                                               | [ 17 ] |

### Säsong 2
| Nr | Datum      | Titel                  | Gästskådespelare                                | Smdb   |
| -- | ---------- | ---------------------- | ----------------------------------------------- | ------ |
| 1  | 2009-09-27 | Tommy blir hederlig    | Mia Skäringer, Kjell Hugo Grandin, Wallis Grahn | [ 18 ] |
| 2  | 2009-10-04 | En ska bort            | Per Fritzell                                    | [ 19 ] |
| 3  | 2009-10-11 | Buktala är guld        |                                                 | [ 20 ] |
| 4  | 2009-10-18 | Förälskelsen från förr | Aliette Opheim, Ia Langhammer                   | [ 21 ] |
| 5  | 2009-10-25 | Mårten ser ljuset      | Karin Ekström, Urban Eldh, Jan Mybrand          | [ 22 ] |
| 6  | 2009-11-01 | Hundar på hotellet     | Manuel Sosa, Susanne Thorsson                   | [ 23 ] |
| 7  | 2009-11-08 | The Steffen identity   | Johan Rödin                                     | [ 24 ] |
| 8  | 2009-11-15 | Mårten blir kriminell  | Christina Schollin                              | [ 25 ] |
| 9  | 2009-11-22 | Middag med Melander    | Sven Melander, Anna Blomberg                    | [ 26 ] |
| 10 | 2009-11-29 | Dirty squaredancing    | Lars Bethke                                     | [ 27 ] |
| 11 | 2009-12-06 | Torsk på norsk         | Kai Remlov, Mikkel Lodding                      | [ 28 ] |
| 12 | 2009-12-13 | Steffen möter Gud      | Claes Hartelius, Bente Danielsson               | [ 29 ] |
| 13 | 2009-12-20 | The christmas show     |                                                 | [ 30 ] |

### Säsong 3
Alla avsnitt säsong 3 regisserades av Peter Settman och Daniel Ottosson tillsammans.
| Nr | Datum      | Titel                              | Gästskådespelare                                            | Smdb   |
| -- | ---------- | ---------------------------------- | ----------------------------------------------------------- | ------ |
| 1  | 2019-08-25 | Välkommen till Play del Sol        | Kalle Rydberg, Fredrik Lexfors, Louise Ryme, Elina Du Reitz | [ 31 ] |
| 2  | 2019-09-01 | Dödsfall i paradiset               | Tina Pour Davoy, Hampus Hallberg                            | [ 32 ] |
| 3  | 2019-09-08 | Mårtens löfte skapar stora problem | Arvin Kananian, Lotti Törnros, Roberto Kuzmanich Ucha       | [ 33 ] |
| 4  | 2019-09-15 | Kan man vara nykter på pubrundan?  | Viktor Åkerblom, Kim Sulocki, Tony Baez                     | [ 34 ] |
| 5  | 2019-09-22 | Alkoholförbud retar reseledarna    | Jonas Rimeika                                               | [ 35 ] |
| 6  | 2019-09-29 | En gammal kärlek checkar in        | Tanja Lorentzon, Annika Ryberg-Whittembury, Mads Korsgaard  | [ 36 ] |
| 7  | 2019-10-06 | Den stora singelveckan             | Oskar Laring, Marianne Timoleon                             | [ 37 ] |
| 8  | 2019-10-13 | Magsjuka skapar panik              |                                                             | [ 38 ] |
| 9  | 2019-10-20 | Lelles hemlighet                   |                                                             | [ 39 ] |
| 10 | 2019-10-27 | Kampen om Louise                   |                                                             | [ 40 ] |

## Roller
| Rollfigur | Säsong 1             | Säsong 2         | Säsong 3         |
| --------- | -------------------- | ---------------- | ---------------- |
| Mårten    | Henrik Hjelt         | Henrik Hjelt     | Henrik Hjelt     |
| Tommy     | Mikael Tornving      | Mikael Tornving  |                  |
| Sandra    | Saga Gärde           |                  |                  |
| Linn      | Josephine Bornebusch |                  |                  |
| Klara     |                      | Marie Robertson  |                  |
| Steffen   | Richard Ulfsäter     | Richard Ulfsäter | Richard Ulfsäter |
| Lelle     |                      |                  | Lennart Jähkel   |
| Louise    |                      |                  | Cecilia Forss    |
| Melody    |                      |                  | Malin Persson    |